# Ҥ (кирилиця)
Ҥ, ҥ — кирилична літера, утворена від сполучення Н та Г. Вживається в алеутській, марійській, якутській та південноалтайській мовах. Позначає м'якопіднебінний носовий приголосний звук /ŋ/.
В інших абетках роль цієї літери виконують Ң та Ӈ.